# Kraucouka (przystanek kolejowy)
Kraucouka (biał. Краўцоўка, ros. Кравцовка) – przystanek kolejowy w rejonie homelskim, w obwodzie homelskim, na Białorusi. Położony jest na linii Homel - Czernihów. Jest to ostatni białoruski punkt zatrzymywania się pociągów przed znajdującą się w pobliżu granicą z Ukrainą.
Najbliższą miejscowością są oddalone o 4,1 km na wschód Markawiczy. Nazwa pochodzi od leżącej 6 km na zachód od przystanku wsi Kraucouka.